# یواس‌اس بتلر (ای‌ام‌سی-۳۷)
یواس‌اس بتلر (ای‌ام‌سی-۳۷) (به انگلیسی: USS Bateleur (AMc-37)) یک کشتی بود که طول آن ۹۷ فوت ۵ اینچ (۲۹٫۶۹ متر) بود. این کشتی در سال ۱۹۴۱ ساخته شد.